# Peter Stoffers
Peter Stoffers (* 15. August 1941 in Hamburg) ist ein deutscher Geologe und emeritierter Professor an der Mathematisch-Naturwissenschaftlichen Fakultät an der Christian-Albrechts-Universität zu Kiel. Er war Leiter der Arbeitsgruppe Marine Geologie/Geochemie. Seit Oktober 2006 befindet er sich im Ruhestand.

## Leben und Wirken
Stoffers studierte ab 1965 Mineralogie und Geologie an den Universitäten in Hamburg und Heidelberg. Dort promovierte er 1971 mit einer Arbeit über die Sedimente des Schwarzen Meeres. An die Promotion schloss sich ein einjähriger Postdoc-Aufenthalt am Woods Hole Oceanographic Institution in Woods Hole, Massachusetts (USA) an. Anschließend kehrte er als wissenschaftlicher Assistent an das Institut für Sedimentforschung der Universität Heidelberg zurück.1976 erfolgte die Habilitation für die Fächer Mineralogie und Petrographie mit einer Arbeit über die ostafrikanischen Riftseen. 1976 wurde er zum Universitätsdozenten und 1980 zum Professor am Institut für Sedimentforschung ernannt. 1986 erhielt Stoffers den Ruf an die Christian-Albrechts-Universität zu Kiel auf den Lehrstuhl für Geologie mit Schwerpunkt Marine Geologie in der Nachfolge von Eugen Seibold.
Sein Forschungsgebiet umfasst verschiedene Schwerpunkte wie die Datierungen von Sedimenten und Gesteinen, Intraplatten- und Rückenvulkanismus, Hydrothermalismus und Gas-Chemie.
Er hat an mehr als dreißig internationalen Forschungs- und Tauchbootfahrten teilgenommen. Außerdem war er Mitantragsteller in verschiedenen Sonderforschungs- und Schwerpunktprogrammen. Stoffers koordinierte das langjährige deutsch-französische Gemeinschaftsprojekt der Universität Kiel mit dem Ifremer, Brest und dem Institut de Physique du Globe de Paris zur Untersuchung des Hotspot-Vulkanismus im Südpazifik. Eine Vielzahl von Expeditionen wurde mit F.S. Sonne, N.O. Atalante, N.O. Suroit einschließlich der Tieftauchboote Cyana und Nautile durchgeführt. Dabei wurden wichtige Erkenntnisse über Aufbau, Struktur, Magmengenese und über die zeitliche und räumliche Entwicklung von Hotspot-Vulkanen gewonnen.
In der von Stoffers initiierten multidisziplinären deutsch-neuseeländischen Zusammenarbeit mit dem Institute of Geological and Nuclear Sciences, Lower Hutt und dem National Institute of Water and Atmospheric Research, Wellington zur Untersuchung des Tonga-Kermadec Inselbogens konnten Fragen zur Verteilung und Zusammensetzung von aktiven Hydrothermalsystemen, zur geochemischen Variation des Vulkanismus und der Magmenentwicklung sowie zum Einfluss der Subduktion der Louisville-Seamountkette auf den Inselbogen beantworten werden.

## Entdeckungen
Während der Cyapol-Tauchkampgne wurden zum ersten Mal hyperthermophile Archaebakterien im offenen Ozean beim Ausbruch des submarinen Macdonald-Vulkans (Südpazifik) in der „Plume-Wolke“ in der Wassersäule nachgewiesen.
Auf der F.S. Sonne-Fahrt 167 wurden 20 bisher unbekannte submarine Vulkane im Bereich des Tonga-Kermadec Inselbogens entdeckt, zum Teil mit Calderatiefen von mehr als 1000 m. Austretende heiße hydrothermale Lösungen und Erzablagerungen mit teilweise hohen Goldgehalten wurden beprobt, wobei das Auftreten von elementarem Quecksilber am Meeresboden zum ersten Mal beschrieben werden konnte.

## Auszeichnung
- 2014: Brian J. Skinner Award, Award der Society of Economic Geologists[8]

## Monografien
Stoffers hat eine Vielzahl von Publikationen in renommierten Fachzeitschriften veröffentlicht – unter anderem in Nature und EPSL.
- mit Dietrich Heling, Peter Rothe, Ulrich Förstner (Hg.) Sediments and Environmental Geochemistry: Selected Aspects and Case Histories. Springer Verlag, Heidelberg 1990, ISBN 978-0-387-51735-3
- mit Roger Hekinian, Jean-Louis Cheminée (Hg.) Oceanic Hotspots. Intraplate Submarine Magmatism and Tectonism. Springer Verlag, Heidelberg 2012, ISBN 978-3-642-18782-7